# Serratobelba rugosa
Serratobelba rugosa är en kvalsterart som beskrevs av Sandór Mahunka 1984. Serratobelba rugosa ingår i släktet Serratobelba och familjen Suctobelbidae. Inga underarter finns listade i Catalogue of Life.